# Теттлтаун (Каліфорнія)
Теттлтаун (англ. Tuttletown) — переписна місцевість (CDP) в США, в окрузі Туолемі штату Каліфорнія. Населення — 787 осіб (2020).

## Географія
Теттлтаун розташований за координатами 38°0′25″ пн. ш. 120°27′4″ зх. д. / 38.00694° пн. ш. 120.45111° зх. д. (38.006938, -120.451059).  За даними Бюро перепису населення США в 2010 році переписна місцевість мала площу 19,05 км², з яких 19,04 км² — суходіл та 0,02 км² — водойми.

## Демографія
Згідно з переписом 2010 року, у переписній місцевості мешкало 668 осіб у 293 домогосподарствах у складі 192 родин. Густота населення становила 35 осіб/км².  Було 344 помешкання (18/км²).
Расовий склад населення:
| - 91,8 % — білих - 2,1 % — корінних американців - 0,7 % — чорних або афроамериканців - 0,7 % — азіатів - 0,1 % — вихідців з тихоокеанських островів - 1,8 % — осіб інших рас |

До двох чи більше рас належало 2,7 %. Частка іспаномовних становила 7,2 % від усіх жителів.
За віковим діапазоном населення розподілялося таким чином: 17,1 % — особи молодші 18 років, 60,7 % — особи у віці 18—64 років, 22,2 % — особи у віці 65 років та старші. Медіана віку мешканця становила 51,7 року. На 100 осіб жіночої статі у переписній місцевості припадало 93,1 чоловіків;  на 100 жінок у віці від 18 років та старших — 96,5 чоловіків також старших 18 років.
За межею бідності перебувало 1,5 % осіб, у тому числі 0,0 % дітей у віці до 18 років та 5,7 % осіб у віці 65 років та старших.
Цивільне працевлаштоване населення становило 294 особи. Основні галузі зайнятості: роздрібна торгівля — 36,7 %, освіта, охорона здоров'я та соціальна допомога — 28,6 %, мистецтво, розваги та відпочинок — 13,3 %, публічна адміністрація — 8,2 %.